# Bahía de Weymouth
La bahía de Weymouth es una bahía resguardada en la costa sur de Inglaterra, en el condado de Dorset. Chesil Beach y la isla de Pórtland la protegen de la erosión. Incluye varias playas, entre las que se destaca Weymouth Beach, un arco suavemente curvado de arenas doradas que se extiende desde el destino turístico de Weymouth, a lo largo del suburbio de Greehill y los pueblos de Lodmoor y Preston, hasta Bowleaze Cove. Es un lugar popular para la práctica de deportes acuáticos, tales como windsurf, buceo, jet ski, surf y natación. Su belleza le ha valido el apodo de England’s Bay of Naples (“Bahía Inglesa de Nápoles").
Sus aguas son excelentes para la navegación, las mejores de Europa septentrional, razón por la cual se construyó allí la Academia Nacional de Navegación de Weymouth y Pórtland, que estará a cargo de los eventos pertinentes a su disciplina en los Juegos Olímpicos de Londres 2012.
La bahía de Weymouth se encuentra aproximadamente en el medio de la Costa Jurásica, declarada Patrimonio de la Humanidad por la Unesco, que consiste en 153 km de costas importantes por su geología y accidentes geográficos.